# Paul Maria Sauvage
Paul Marie Joseph Sauvage de Brantes (ur. 2 sierpnia 1864 w Paryżu, zm. 16 lutego 1950 w Authon w departamencie Loir-et-Cher) – markiz, francuski generał brygady, komendant oddziałów francuskich na Górnym Śląsku w okresie działania Międzysojuszniczej Komisji Rządzącej i Plebiscytowej.

## Życiorys
Paul był synem Rogera Sauvage markiza de Brantesa wyższego urzędnika państwowego w Radzie Stanu. Jego matką była Louise Marie Françoise Charlotte Lacuée de Cessac. Sam ożenił się z urodzoną 30 grudnia 1876 roku Marie Constance, mieszkanką Creusot w departamencie Saony i Loary. Jej ojcem był Henri Adolphe Eugene Schneider, majętny przedsiębiorca branży metalurgicznej, deputowany, odznaczony Legią Honorową. Z rodu Brantes warto wymienić Anne-Aymone Sauvage de Brantes, żonę prezydenta Francji Valéry’ego Giscarda d’Estainga.
Paul de Brantes w 1884 roku trafił do Specjalnej Szkoły Wojskowej w Saint-Cyr. Skończył ją w 1886 na 101. miejscu wśród 397 absolwentów. W opinii podkreślano jego doskonałą prezencję i nienaganne maniery, a wśród rzeczy przydatnych biegłą znajomość angielskiego i niemieckiego. Współpracujący z nim oficerowie cenili jego pracowitość i zdecydowanie. Pierwsze ćwiczenia wojskowe odbył we Francji w pułkach huzarów i dragonów.
Okres I wojny światowej spędził pod Verdun i w bitwie o utrzymanie Chemin des Dames. Od 6 grudnia 1916 do 6 stycznia 1918 dowodził piechotą. 9 stycznia 1920 roku został komendantem francuskich oddziałów wojskowych na Górnym Śląsku. Stanowisko objął 15 stycznia 1920 roku, jednocześnie będąc dowódcą 46. Dywizji Strzelców. Z atencją wyrażał się o nim zarówno generał Jules Gratier, jak i Stanisław Naulin. Ten ostatni chwalił go za dowodzenie w czasie III powstania śląskiego od maja do lipca 1921 r.
Po powrocie do Francji został dowódcą 3 Dywizji Kawalerii. Funkcję tę sprawował do 1926 roku, kiedy przeszedł na emeryturę.

## Odznaczenia
9 lipca 1931 roku za swoje zasługi na Górnym Śląsku został odznaczony francuskim Krzyżem Wojennym Zamorskich Teatrów Operacyjnych wraz z palmą. Ze strony polskiej za wybitne zasługi dla interesów Polski na Górnym Śląsku otrzymał Order Odrodzenia Polski.